# Інформаційна економіка
Інформаці́йна еконо́міка (англ. Information economy). Інша назва мережна економіка.
1. Економіка, в якій більша частина ВВП забезпечується діяльністю з виробництва, обробки, зберігання і розповсюдження інформації і знань, і більше половини зайнятих беруть участь в цій діяльності.
2. Концепція, що характерна для тих прогнозів прийдешнього інформаційного суспільства, в яких акцент зосереджується на провідній ролі електронно-інформаційних технічних засобів зв'язку в розвитку всіх основних сфер економіки. При цьому сама інформація ототожнюється з товарною продукцією і досліджується здебільшого за допомогою статистичних методів. Інформаційна економіка застосовується в поліграфії, в комп'ютеризованих технологіях.

## Основні розділи
- Моделі фінансових ринків
- Теорія ігор
- Прикладна математика

Іншим розділом математичних методів є економетрика

## Див.також
- Інноваційна економіка
- Компаративна економіка
- Цифрова економіка